# Adam Davies (Fußballspieler, 1992)
Adam Rhys Davies (* 17. Juli 1992 in Rinteln, Deutschland) ist ein walisischer Fußballtorwart, der seit 2022 bei Sheffield United spielt.

## Sportlicher Werdegang
Davies wurde im niedersächsischen Rinteln geboren, wo sein Vater bei den British Armed Forces diente. Nach dem Umzug der Familie nach Warrington besuchte er die Great Sankey High School.
Davies begann seine Karriere mit 14 Jahren in der Everton Academy. Im Oktober 2012 wurde er vom Zweitliga-Neuling Sheffield Wednesday als Backup für Chris Kirkland verpflichtet. Nach zwei Spielzeiten ohne Einsatz erhielt er im Juni 2014 beim Zweitliga-Absteiger FC Barnsley einen Vertrag für die Dritte Liga. Hier kam er in der ersten Saison in der Hälfte der Spiele zum Einsatz, in denen er neunmal ohne Gegentor blieb, und belegte am Ende der Saison mit Barnsley den 11. Platz. In der folgenden Saison stand er in 41 Ligaspielen im Tor und erreichte mit der Mannschaft als Sechster die Aufstiegs-Playoffs, die erfolgreich abgeschlossen wurden. In der EFL Championship 2016/17 kam er in allen Ligaspielen zum Einsatz und trug mit 14 Spielen ohne Gegentor zum sicheren Klassenerhalt bei. Die Saison 2017/18 verlief weniger erfolgreich: Er hatte nur 35 Ligaeinsätze und stieg als Drittletzter mit Barnsley wieder ab. In der Drittligasaison 2018/19 war er mit 42 Ligaeinsätzen dann zwar maßgeblich am Wiederaufstieg beteiligt, wechselte aber nach der Saison und insgesamt 184 Liga-Spielen zu Stoke City. Hier hatte er aber zunächst nur vier Einsätze in der Zweitligasaison 2019/20 und ebenso viele in der U-23-Mannschaft. In der Saison 2020/21 kam er zu 17 Ligaeinsätzen.
Am 25. Januar 2022 wechselte der 29-Jährige zum Ligakonkurrenten Sheffield United.

## Nationalmannschaft
Im Oktober 2016 wurde er als Ersatz für den verletzten Danny Ward erstmals für die walisische Fußballnationalmannschaft nominiert. Seinen ersten Einsatz für Wales hatte er am 20. März 2019, als er zur zweiten Halbzeit des Freundschaftsspiels gegen Trinidad und Tobago für Ward eingewechselt wurde.
Seinen ersten Pflichtspieleinsatz hatte er am 14. Oktober 2020, als er in der 79. Minute des UEFA-Nations-League-Spiels gegen Bulgarien für den verletzten Stammtorhüter Wayne Hennessey eingewechselt wurde. Im Mai 2021 wurde er in den Kader für die EM 2021 nominiert. Bei der Endrunde kam er aber nicht zum Einsatz. Auch in den anschließenden Qualifikationsspielen für die WM 2022 wurde er nicht eingesetzt.